# Menkijärvi
Menkijärvi eller Mänkijärvi är en sjö i Finland. Den ligger i kommunen Alajärvi i landskapet Södra Österbotten, i den centrala delen av landet, 300 km norr om huvudstaden Helsingfors. Menkijärvi ligger 93,2 meter över havet. Den är 6,9 meter djup. Arean är 1,5 kvadratkilometer och strandlinjen är 11,84 kilometer lång. Sjön  ingår i Lappo å huvudavrinningsområde.   I omgivningarna runt Menkijärvi växer i huvudsak blandskog. Den sträcker sig 3,1 kilometer i nord-sydlig riktning, och 1,9 kilometer i öst-västlig riktning.
I övrigt finns följande i Menkijärvi:
- Isokari (en ö)
- Pikkukari (en ö)